# Salliqueló partido
Salliqueló egy partido Argentína középpontjától keletre, Buenos Aires tartományban. Székhelye Salliqueló.

## Népesség
A partido népessége a közelmúltban a következőképpen változott:
| Év   | Lakosság |
| ---- | -------- |
| 2001 | 8564     |
| 2010 | 8644     |